# 안티크리스트 (책)
안티크리스트는 철학자 프리드리히 니체가 1895년에 처음 출판한 책이다.
이 작품은 1888년 쓰여졌으나 그 내용 때문에 프란츠 오버베크(Franz Overbeck)와 하인리히 쾨젤리츠(Heinrich Köselitz)는 이 사람을 보라와 함께 출판을 연기했다.

## 내용

### 머리말
니체는 서문에서 이 책을 매우 제한된 독자층을 위해 썼다고 주장한다. 그는 이 책을 이해하기 위해 독자가 "나의 진지함과 열정을 감당할 만큼 지적인 문제에 대해 엄격할 정도로 정직해야 한다"고 주장한다. 그는 다른 모든 독자를 무시한다.
좋다! 그러한 자들만이 나의 독자이며 나의 진정한 독자이고 숙명적으로 예정된 독자이다. 나머지야 무슨 상관이랴?―나머지는 그냥 인류일 뿐이다.―우리는 인류를 넘어서야한다, 힘과 드높은 영혼에 의해서―그리고 경멸에 의해서.

### 퇴폐적 가치
1절에서 니체는 현대성에 대한 불만을 표현하며, 현대의 '게으른 평화', '비겁한 타협', '관용', '체념' 등에 대한 혐오감을 열거한다.
니체는 2절에서 권력의지 개념을 소개하며, 그 관계를 이용해 선, 악, 행복의 개념을 정의한다.
선이란 무엇인가?―그것은 힘의 감정을, 힘에의 의지를, 힘 자체를 고양시키는 모든 것이다. 악이란 무엇인가?―약함에서 비롯되는 모든 것을 말한다. 행복이란 무엇인가?―힘이 증가되고 있다는 느낌, 저항을 초극했다는 느낌을 말한다.
니체는 이 구절을 도발적이고 충격적인 언어로 이어간다.
약한 자들과 실패한 자들은 몰락해야한다. 이것이 우리의 인간애가 내세우는 제일의 명제다. 또한 우리는 그들이 몰락하도록 도와주어야 한다. 그 어떠한 악덕보다도 더 해로운 것은 무엇인가?―불구자들과 실패한 자들에 대한 동정적인 행위―기독교.
이는 모든 도덕성을 연민에 기반한 쇼펜하우어에 대한 니체의 반발을 보여주는 사례이다. 반대로 니체는 "도덕으로부터 자유로운 덕"을 찬양한다.
니체는 인류가 두려움 때문에 나약하고 병든 인간을 만들어냈다고 말한다. 그는 기독교가 강하고 고상한 인간을 악마화했다고 비난한다. 그는 블레즈 파스칼이 지적으로 강했으나 기독교의 원죄 가르침 때문에 타락했다고 주장한다.
니체에 의하면, 인류는 타락했고, 그 최고의 가치들은 타락했다. 그는 "현재 인류가 가장 절실히 바라는 모든 가치는 타락의 가치"라고 주장한다. 인류는 본능을 잃고 자신에게 해로운 것을 선호하기 때문에 타락했다.
나는 삶 자체를 성장, 지속, 힘의 축적, 권력에 대한 본능으로 여긴다. 권력의지가 부족하면 쇠퇴가 따른다.
타락은 "허무주의적 가치가 가장 거룩한 이름 아래 지배하기에" 발생한다.

### 기독교적 연민
평화의 종교인 기독교는 니체에게 경멸당했다. 니체의 설명에 의하면, 연민은 우울한 영향을 미치고 활력과 힘을 상실하게 하며 삶에 해롭다. 또한 자연적으로 파괴돼야할 것을 보존한다.
니체가 가장 허무주의적이고 삶에 반하는 것으로 보는 아르투어 쇼펜하우어의 철학 에서 연민은 모든 미덕 중 최고의 미덕이다. 그러나 니체에게 있어서는:
비참한 모든 것을 보존하는 것으로서 데카당스를 증대시키는 주요한 도구 중 하나다.―연민은 무를 의지하도록 설득한다!……그러나 사람들은 그것을 '무'라고 하지 않고 '피안'이라거나 '신' '참된 삶'. 또는 열반, 구원, 지복이라고 부른다.……이러한 순진무구한 수사법은 종교적-도덕적 이상체질에서 비롯된 것이지만, 사람들이 여기서 어떤 성향이 숭고한 말의 외투를 두르고 있는지를 간파하자마자 훨씬 덜 순진무구한 것으로 드러난다. 쇼펜하우어는 삶에 적대적이었기 때문에, 그에게는 연민이 미덕이었다.
그는 더 나아가 현대인 레프 톨스토이와 리하르트 바그너가 쇼펜하우어의 관점을 받아들였다고 언급한다. 반면 기원전 384년에서 322년 사이에 살았던 아리스토텔레스는 연민의 불건전성을 인식하고 비극을 일종의 정화제로 규정했다.

### 과학적 방법
니체는 자유로운 정신을 모든 가치의 재평가의 구현체로 여겼다. 니체는 자신의 시대 이전에는 진리와 지식을 탐구하는 과학적 방법이 경멸과 조롱의 대상이 되었다고 주장했다. 조용하고 조심스럽고 겸손한 태도는 경멸의 대상이 됐다.

### 기독교의 신
니체는 기독교 종교와 그 도덕성이 상상의 허구에 기초하고 있다고 주장한다. 니체는 다음과 같은 이유로 기독교의 신 개념에 반대한다.
신은 생을 성스럽게 변용하고 영원히 긍정하는 것으로 존재하는 대신에 생을 부정하는 것으로 퇴화되고 말았다! 신의 이름으로 생과 자연 그리고 생에의 의지에 대한 선전포고가 행해지다니! 신은 '차안'에 대한 온갖 비방과 '피안'에 대한 온갖 거짓말을 위한 정식이 되고 말았다!
쇼펜하우어가 삶의 의지를 부정하고 그에 따른 공허한 무를 묘사한 것을 상기시키면서 니체는 기독교의 신에 대해 "그에게 무는 신격화되고 무에의 의지는 신성해진다!"고 선언한다.
니체는 기독교의 신을 받아들이고 그들만의 새로운 신을 창조하지 않은 "북유럽의 강인한 종족들"을 비판한다. "2천 년이 흘렀지만 새로운 신은 하나도 없었다!" 그는 전통적인 "기독교의 단조로운 일신론(Monoto-Theismus)의 가련한 신"이 "모든 데카당스의 본능, 영혼의 모든 비겁함과 피로를 정당화한다!"고 주장한다.

### 불교 대 기독교
니체는 기독교와 불교를 모두 비판했지만, 불교가 객관적인 문제를 제기하고 신의 개념을 사용하지 않기 때문에 불교가 더 현실적이라고 생각했다.
니체는 불교가 "도덕적 개념에 있는 자기기만"을 넘어 발전했기 때문에 "선과 악을 초월했다"고 주장했다.

### 기독교의 기원

#### 유대교 사제직
니체는 유대교, 그리고 이후 더 큰 규모로 기독교 성직자들이 퇴폐주의자들의 편에 서서 살아남아 권력을 획득했다고 주장한다. 그들은 자연세계에 등을 돌렸다. 건전한 체격을 가진 사람들에 대한 그들의 "르상티망의 본능"은 그들로 하여금 "삶의 수용이 상상할 수 있는 가장 악하고 혐오스러운 것으로 보이는 다른 세계를 만들어냈다".
살아남기 위해 유대인 사제들은 퇴폐주의자들과 그들의 거대한 인구를 이용했다. 유대인들은 퇴폐주의자가 아니었다. 그들은 "정반대"였다. 니체에 의하면, 그들은 "지상 역사상 가장 강력한 민족적 삶의 의지"를 가지고 있었다. 그러나 그들은 단순히 퇴폐주의자로 "보이도록 강요받았을 뿐"이며, "모든 퇴폐 운동(예를 들어 바울의 기독교)의 선두에 서도록", 그리고 "삶에 솔직하게 예 라고 말하는 어떤 정당보다 더 강력한 무언가로 만들도록" 강요받았을 뿐이다.

#### 가치의 비자연화의 5단계
1. 이스라엘의 야훼는 "권능에 대한 의식, 자기 자신에 대한 기쁨, 그리고 자기 자신에 대한 희망의 표현"이었다. 야훼가 그들의  하나님이시기에, 그들은 그를 정의의 하나님으로 여겼다. 유대인들은 스스로를 긍정하고, 자신들의 힘을 깨달았으며, 선한 양심을 가졌다. 내부의 무정부 상태와 아시리아의 침략으로 이스라엘이 약화된 후에도, 이스라엘은 군인이자 재판관인 왕으로서 하나님을 숭배했다.
2. 신 개념이 왜곡됐다. 야훼는 요구하는 신이 되었다. "정의의 신인 야훼는 더 이상 이스라엘과 조화를 이루지 못하며, 민족적 이기주의를 더 이상 가시화하지 않는다."
3. 도덕 개념이 왜곡됐다. 도덕은 더 이상 삶과 성장의 표현이 아니다. 오히려 행복을 위험한 유혹으로 제시함으로써 삶에 반대한다. 이러한 신에 대한 대중의 관념은 성직자 선동가들에 의해 무기화되는데, 그들은 "모든 행복을 보상으로, 모든 불행을 그분께 대한 순종이나 불순종, 즉 '죄 ' 에 대한 처벌로 해석한다."
4. 이스라엘의 역사는 왜곡됐다. 위대한 시대는 쇠퇴의 시대가 됐다. "긴 불행을 겪은 유배는 제사장들이 아직 존재하지 않았던 그 위대한 시대에 대한 형벌로 변질되었다." 과거는 종교적 용어로 해석되었다. 그것은 야훼와 관련된 죄, 형벌, 경건, 그리고 보상의 기록이었다. 하나님의 뜻에 순종하는 행위에 가치를 부여하는 도덕적 세계질서가 확립되었다(그리고 이 일반의지, 즉 모든 사람을 위한 올바른 삶의 방식은 영원불변하다고 주장한다). 제사장들은 "순종의 정도에 따라 형벌과 보상으로 표현되는 하나님의 뜻의 지배력은 한 국가, 한 개인의 운명에서 드러난다"고 가르친다.
5. 하나님의 뜻은 성경에 계시돼있다. 성경은 하느님의 뜻을 구체적으로 표현하고 사제들에게 무엇을 드려야 할지 명시한다. 사제는 모든 것을 거룩하게 하고 가치를 부여한다. 하나님(사제)에 대한 불순종은 "죄"이고, 복종은 구원이다. 사제들은 권력을 얻고 유지하기 위해 "죄"를 이용한다.

그때부터 사제가 어디서나 불가결한 존재가 되게끔 삶의 모든 일이 규제되었다. 삶의 온갖 자연적 일들, 즉 희생(식사시간 때 바치는)에 대해서는 말할 것도 없고 출생·결혼·병·죽음의 시기에 그것들을 탈자연화할―사제의 말에 따르면 그것들을 '신성화'할―그 거룩한 기생충이 등장하게 된다.

#### 유대교 성직자에 대한 반란
유대 교회는 자연, 현실, 그리고 세상을 죄악적이고 불경건하다고 반대하고 부정했다. 그리고 기독교는 유대 교회와 그 거룩하고 선택된 백성을 부정했다. 니체에 의하면:
이것이야말로 일급에 속하는 경우라 할 것이다. 나사렛 예수의 이름으로 일어난 그 작은 봉기는 또 하나의 유대적 본능이며―다시 말하면 하나의 현실로서의 사제를 더 이상 받아들이지 못하겠다는 사제적 본능이며 훨씬 더 추상적인 존재 형식의 발명이고, 교회 조직에 의해 규정된 세계상보다 훨씬 더 비현실적인 세계상의 발명이다.
유대 교회와 유대 민족은 이 반란을 자신들의 존재에 대한 위협으로 받아들였다.
하층민·배척된 자들과 죄인들·유대교 내부의 찬달라를 선동하여 지배 질서에 대항하게 한 이 거룩한 무정부주의자는 일종의 정치범이었다. 터무니없이 비정치적인 사회에서 정치범이라는 것이 존재할 수 있다면 말이다. 바로 이 때문에 그는 십자가형에 처해졌다. 십자가 위의 명패가 그 증거다.

#### 구세주 유형
니체는 에르네스트 르낭이 예수에게 천재와 영웅이라는 개념을 부여한 것을 비판한다. 니체는 '백치'라는 단어가 예수를 가장 잘 묘사한다고 생각한다.
니체는 구원의 심리적 현실이 "새로운 신앙이 아니라 새로운 삶의 방식"이라고 주장한다. "[그리스도인이 '천국에 있다'고 느낄 수 있도록 살아가는 방식을 촉구하는 것은] 깊은 본능이다." 그리스도인은 그의 행위로 알려진다. 그는 악에 저항하지 않고, 분노하지 않으며, 복수를 원치 않는다. 축복은 유대교처럼 조건에 따라 약속되지 않는다. 복음의 끼븐 소식은 신과 인간 사이에 구별이 없다는 것이다. 죄, 기도, 의식, 용서, 회개, 죄책감, 처벌 또는 신앙에 대한 유대적 관심이 없다.
그는 오직 삶의 방식을 통해서만 자신을 "신성하고", "축복받았으며", "복음에 순종하며", "하나님의 자녀"로 느낄 수 있다는 것을 알았다. "회개"나 "기도와 용서"가 하나님에게 이르는 길이 아니다. 오직 복음의 길만이 하나님께로 인도한다. 그 자체가 "하나님"이다!

### 기독교의 역사

#### 정반대의 발전
니체는 기독교회가 초기 기독교의 복음에 반대되는 방식으로 발전한 것에 세계사적 아이러니를 본다.
이러한 병적인 야만성이 심화되면서 마침내 교회로서 권력을 잡게 된다.―모든 정직성, 영혼의 모든 드높음, 정신적인 모든 훈련, 관대하고 자비로운 모든 인간성을 불구대천의 원수로 둔 교회로서.―우리가 비로소, 곧 자유롭게 된 정신인 우리가, 있을 수 있는 최고의 가치 대립, 곧 그리스도교적 가치와 고귀한 가치의 대립을 회복시켰다!

#### 바울과 영생의 약속
사도들은 예수의 죽음이 죄인들의 죄를 위한 무고한 한 사람의 희생이라고 주장했다. 그러나 "예수는 '죄책감'이라는 개념 자체를 없앴고, 하나님과 사람 사이에 어떤 간격도 존재한다는 것을 부인했다. 그는 하나님과 사람 사이의 이러한 일치를 실천했고, 그것이 바로 그의 '기쁜 소식'이었다."
사도들은 사후 세계가 있다고 주장하기 위해 예수님의 축복받은 삶의 본보기를 무시했다. 니체가 설명하듯, 바울은 고린도전서 15장 17절에서 불멸의 개념을 강조한다.
바울은 모든 면에서 그의 특징을 잘 나타내는 그 율법학자다운 파렴치함으로 이러한 견해, 즉 억지스럽기 짝이 없는 견해를 다음과 같은 방식으로 합리화했다. "그리스도께서 죽은 자들 가운데서 다시 살아나시지 않았다면 우리의 믿음은 헛된 것이다."―순식간에 복음은, 이루어질 수 없는 모든 약속들 가운데서도 가장 경멸스러운 약속인 개인의 불사에 대한 파렴치한 교리가 되고 말았다.……바울 자신은 개인의 불사를 보상이라고 가르치기까지 했다!……
바울은 하층민 대중에 대한 폭압적인 권력을 장악하기 위해 사후 세계의 약속을 이용했다. 이로 인해 기독교는 진정한 행복을 얻는 평화 운동에서 최후의 심판을 통해 부활과 영생의 가능성을 제시하는 종교로 변질됐다. 바울은 기독교의 역사, 이스라엘의 역사, 그리고 인류의 역사를 모두 십자가 처형을 위한 준비 과정으로 보이게 함으로써 위조했다. "개인 불멸이라는 거대한 거짓말은 모든 이성과 모든 본능을 파괴한다. 따라서 본능 속에 있는 유익하고 생명을 키우며 미래를 보호하는 모든 것은 의심의 대상이 된다."
니체는 바울의 거룩함을 가장하고 사제적 개념을 사용하는 것이 전형적인 유대성이라고 주장한다. 기독교는 마치 선택된 종교인 것처럼 유대교와 분리됐고, "마치 기독교인이 다른 모든 종교의 의미, 소금, 기준, 심지어 최후의 심판인 것처럼" 분리됐다.

#### 신성한 거짓말과 믿음
거짓말, 즉 자신이 보는대로 보고 싶어하지 않는 것은 특정 정당이나 파벌에 헌신하는 자들의 특징이다. 거짓말은 이교도, 유대교인, 기독교인 등 모든 사제들이 사용한다.
거짓말을 할 수 있는 권리와 '계시'를 내세우는 영리함은 사제라는 전형에 속하는 것이다. 그것은 데카당스의 사제와 이교의 사제 모두에게 속하는 것이다.―'율법' '신의 뜻' '성전' '영감'―이것들은 그것을 이용해서 사제가 권력을 잡고, 권력을 유지하는 여러 조건을 가리키는 말일 뿐이다.

### 유죄판결
니체는 기독교가 "모든 가치를 무가치하게, 모든 진실을 거짓으로, 모든 정직함을 영혼의 비열함으로 바꾸어 놓았다... 그것은 고통으로 살아가며, 자신을 불멸로 만들기 위해 고통을 만들어낸다" 는 주장으로 그의 저작을 마무리한다.
니체는 "인간성으로부터 자기모순, 자기 오염의 기술, 어떤 대가를 치르더라도 거짓말하려는 의지, 모든 선하고 정직한 본능에 대한 혐오와 경멸을 만들어내는 것"이 기독교의 정신이라고 보았다. 니체는 "기독교의 '인도주의'"가 "건강, 아름다움, 행복, 지성, 영혼의 친절, 생명 그 자체에 대한" 음모라고 믿었다.
니체는 이 책의 날짜인 "오늘"부터 시간을 계산할 것을 제안한다. 이에 의하면 "첫 해"는 "모든 가치의 재평가"인 1888년 9월 30일에 시작된다.

## 예수에 대한 생각
니체는 초기 저작에서 예수의 가르침과 역사적 기독교를 구분하지 않았다. 그러나 1887년 말과 1888년 초에 그는 톨스토이의 에세이 나의 종교를 분석했다. 안티크리스트에서 니체의 예수관은 톨스토이의 견해를 따르며 예수를 교회와 분리하고 "무저항"이라는 개념을 강조하지만, 이를 "구세주의 심리학"을 발전시키는 기초로 삼는다.
니체는 예수를 반대하지 않고 그가 유일한 참된 기독교인이라고 인정한다. 그는 자신의 내면적 삶이 "재치, 평화의 축복, 온유함, 적이 될 수 없음"으로 구성된 그리스도를 제시한다.
니체는 기독교라는 조직된 제도와 그 사제 계급을 강력히 비판한다. 그리스도의 복음 전도는 "하나님 나라"가 당신 안에 있다는 기쁜 소식으로 이뤄졌다. "'기쁜 소식의 의미는 무엇인가? 참된 삶, 영원한 삶이 발견됐다. 그것은 단지 약속된 것이 아니라, 여기, 당신 안에 있다. 그것은 모든 회피와 배제에서 자유로운 사랑 안에 있는 삶이다." 이로써 죄는 폐지되고 인간과 하나님 사이의 "모든 거리두기"에서 벗어난다.
""기쁜 소식’이 우리에게 전하는 것은 더 이상 모순이 없다는 것이다. 하늘나라는 어린이들의 것이다."

## 발행

### 제목
독일어 제목인 Der Antichrist는 모호하며 두 가지 해석이 가능하다. 안티크리스트(Antichrist) 혹은 안티크리스천(Anti-Christian)이다. 그러나 이 작품 내에서 이 단어는 일반적으로 "안티크리스천"라는 의미로만 사용된다. H. L. 멘켄의 1918년 번역본과 RJ Hollingdale의 1968년 번역본 모두 The Anti-Christ라는 제목을 사용하고, 월터 카우프만은 The Antichrist라는 단어를 사용하며, 주요 번역본에는 "안티크리스천"라는 단어가 없다. 카우프만은 독일어 제목을 안티크리스트로 번역하는 것이 더 적절하다고 생각한다. "제목을 '안티크리스천'으로 번역하는 것은 [...] 니체가 가능한 한 도발적으로 표현하고자 한다는 점을 간과하고 있다."

### 정신건강
이 책은 니체가 1889년 악명높은 신경쇠약에 걸리기 직전에 쓰여졌다. 그러나 한 학자가 지적했듯 "안티크리스트는 끊임없이 비난하며, 다른 곳에서 정리된 분석 구조와 도덕 및 종교 이론에 대한 논쟁을 다루지 않았다면 실제로 미친 사람처럼 들릴 것이다."

## 숨겨진 구절

### "백치라는 말"
29절에는 원래 니체의 누이가 1895년에 삭제한 세 단어, 즉 "das Wort Idiot" 혹은 "백치라는 말"이 포함돼있다. H. L. 멘켄의 영어 번역에는 이 단어들이 없다. 그러나 1931년 요제프 호프밀러가 이 단어들을 다시 사용했다. 마찬가지로 월터 카우프만 과 RJ 홀링데일의 영어 번역에도 이 단어들이 포함되어 있다. 카우프만에 의하면, 니체는 도스토옙스키의 소설 백치와 그 순진한 주인공을 언급하고 있었다. 해당 구절은 다음과 같다.
'정신'이라고 하는 우리의 모든 개념, 우리의 모든 문화적 개념은 예수가 살던 당시의 세계에서는 아무런 의미도 갖지 못했다. 생리학자로서 말하자면 여기서는 다른 말, 즉 백치라는 말이 오히려 적합한 것 같다.

### 십자가에 달린 도둑에게 한 그리스도의 말
35절에서 니체는 그리스도에게 천국은 주관적인 정신 상태라는 생각을 전달하고자 했다. 이 목표를 달성하기 위해 니체는 신약성서의 한 구절을 패러디했는데, 엘리자베스 푀르스터 니체가 이끄는 니체 기록 보관소는 니체가 성경을 사용한 것의 엄격한 정확성에 의심의 여지가 없도록 그 구절을 삭제하기로 결정했다.
니체에 의하면, 십자가에 못 박히는 도둑 중 한 명이 "이 사람이야말로 정말 신과 같은 사람, 하느님의 아들이었구나!"라고 말했다고 한다. 니체는 그리스도에게 "네가 그렇게 느낀다면, 너는 낙원에 있는 것이다. 너는 하느님의 아들이다."라고 대답하게 했다. 성경에서 누가복음만이 그리스도와 도둑 사이의 대화를 전하는데, 도둑이 "이 사람은 아무 잘못도 하지 않았습니다."라고 말하자 그리스도는 "오늘 내가 너에게 말한다. 네가 나와 함께 낙원에 있을 것이다."라고 대답한다. 니체는 도둑이 나중에 누가복음 23장 47절, 마태복음 27장 54절, 마가복음 15장 39절에서 백부장이 한 말을 했다고 전한다. 이 구절들에서 그리스도는 군인에 의해 '하느님의 아들'이라고 불렸다. 니체 기록 보관소의 은폐는 이후 판에서 해제돼 이제는 니체가 쓴 그대로 나타난다.
전체 내용은 다음과 같다.
그가 십자가에 매달린 도적에게 한 말 속에는 복음의 모든 말이 다 들어 있다. "이 사람이야말로 정말 신과 같은 사람, 하느님의 아들이었구나!"라고 도적은 말한다. "네가 그렇게 느낀다면,"―구세주는 이렇게 말한다―"너는 낙원에 있는 것이다. 너는 하느님의 아들이다."

### 젊은 군주
38절에는 기독교인이라고 공언하지만 매우 세속적인 방식으로 행동하는 젊은 군주에 대한 언급이 있다. 이 구절은 빌헬름 2세와의 비교를 피하기 위해 삭제됐다. 마치노 몬티나리에 따르면, 이 구절은 니체 기록 보관소에서 편찬된 어떤 판본에도 인쇄된 적이 없다. 그러나 1906년 포켓북 판에는 실렸다.
전체 내용은 다음과 같다.
자기 민족의 이기주의와 자부심의 표현으로서 화려한 모습으로 자신의 군대의 선두에 선 젊은 군주―그럼에도 아무런 부끄러움도 없이 그리스도교인임을 공언하는 그!

### 서력기원
니체는 62절에서 그리스도의 탄생(서력 기원)을 기준으로 시간을 계산하는 방식을 비판한다. 프란츠 오버베크와 하인리히 쾨젤리츠는 이 구절이 출판할 가치가 없다고 판단했다. 마치노 몬티나리에 의하면, 이 구절은 1899년판에서 복원되어 이후 모든 판본에 반영됐다.
전체 내용은 다음과 같다.
그런데 우리는 그 숙명적 불행이 시작된 흉일을 기점으로―곧 그리스도교가 시작된 첫날을 기점으로 시간을 계산하고 있다!―왜 그리스도교의 최후의 날을 기점으로 하여 계산하지 않는 것인가?―오늘부터, 모든 가치의 전환이 이루어진 오늘부터 말이다!

### 기독교에 대한 법령
니체의 "기독교에 대한 법령"(또는 "기독교에 대한 법률")도 삭제되었다. 이 부분은 1889년판과 이후 판본의 안티크리스트에 다시 추가됐다. 이 부분은 다음과 같이 요약될 수 있는 7개의 명제로 구성되어 있다.
1. 모든 종류의 반자연은 타락이다
2. 종교 참여는 공공 도덕에 대한 암살 시도이다
3. 기독교가 전파되기 시작한 곳은 근절돼야한다
4. 순결에 대한 기독교의 가르침은 반자연주의에 대한 공개적 선동이다
5. 기독교 사제는 찬달라이다―그는 배척당하고 굶겨야한다
6. 이전에 "거룩하다"고 "신성하다"고 불리던 것이 이제는 범죄적이고 저주받은 것으로 불려야한다
7. "나머지는 이상으로부터 따라나온다"